# العقيد عباس
العقيد عباس هي قرية جزائرية حدودية في بلدية مغنية بولاية تلمسان.

## التسمية
كانت تسمى سابقاً زوج بغال والتي تعني "بغلان"، الاسم الذي أُعطي للمركز الحدودي المجاور، أُعيدت تسمية القرية إلى قرية العقيد عباس نسبةً للعسكري السابق، أحمد بوجنان الملقب بسي عباس.

## تعداد السكان
في وقت تعداد عام 1998 ، بلغ 1 580 نسمة القرية مقابل 946 في عام 1987.

## الاقتصاد
على عكس القرية التوأم العقيد لطفي التي تقع على بعد أقل من 6 كم والتي عانت من إغلاق الحدود الجزائرية المغربية في عام 1994، فإن العقيد عباس تشمل تقاطع السكة الحديدية بين الخطوط من طابية إلى العقيد عباس قادم من تلمسان والخط من العقيد عباس إلى الغزوات .